# Одрадне (Дворічанська селищна громада)
Одра́дне — село в Україні, у Дворічанській селищній громаді Куп'янського району Харківської області. Населення становить 183 осіб. До 2020 орган місцевого самоврядування — Колодязненська сільська рада.

## Географія
Село Одрадне знаходиться за 4 км від кордону з Росією. Навколо села кілька невеликих лісових масивів, у тому числі урочища Дубовий Ліс, Сергіївка, Дробашин Ліс, Крутий Ліс.

## Назва
Назва села походить від маєтку Відрадне (по російськи Отрадное), який в середині XIX століття був в поселенні Проходи (Проходіха) заснував М. Ф. Курченінов. В документах XIX — початок XX століття для позначення даного населеного пункту іноді використовувалися назви: Проходи, Отрада, Відрадне

## Історія
Згідно сільських переказів дворянин М. Ф. Курченінов (Курчанінов) в XIX столітті отримав землю в Куп'янському повіті Харківської губернії і заснував тут маєток Одрадне. Для заселення маєтку в Полтавській губернії були придбані кріпаки. Так з'явилося українське село Одрадне.
В 1862 році у Одрадному була побудована дерев'яна Успенська церква. На кошти родини Курченінових до початку XX століття в селі Одрадне були побудовані: великий поміщицький будинок з прилеглим до нього парком, господарські будівлі, цегляний завод, кам'яна церква, школа. Син М. Ф. Курченінова дійсний статський радник С. М. Курченінов організував в маєтку високорозвинене сільськогосподарське підприємство.
Відносини поміщиків Курченінових і селян села Одрадне були далекі від ідилії. У роки Першої революції в Російській імперії селяни Одрадного спалили поміщицький корівник. Для захисту маєтку у Одрадному знаходився військовий загін. Після революцій 1917 року садиба Курченінових була розграбована і зруйнована.
7 (20) листопада 1917 року, відповідно до.Третього Універсалу Української Центральної Ради, увійшло до складу Української Народної Республіки.
Надалі село Одрадне переживало події, пов'язані з історією Радянської України. Створення колгоспу в селі супроводжувалося жорстоким голодом у 1932—1933 роках. У роки Німецько-радянської війни бойові дії біля Одрадного не велися, село перебувало під німецькою окупацією з липня 1942 по січень 1943 року. Понад п'ятдесят жителів села загинули на війні.
Наприкінці 50-х років у Одрадне була зруйнована Успенська церква. День Успіння Пресвятої Богородиці (28 серпня) у Відрадному вважається головним сільським святом. На початку 70-х років в Одрадне переселили мешканців ліквідованого села Водяне. У 70-80-ті роки в селі Одрадне були побудовані клуб з бібліотекою, дитячий садок, фельдшерський пункт, два магазини, село було з'єднане дорогою з твердим покриттям з районним центром селищем міського типу Дворічна. У середині 80-х років село Відрадне було газифіковано.
12 червня 2020 року, відповідно до Розпорядження Кабінету Міністрів України  № 725-р «Про визначення адміністративних центрів та затвердження територій територіальних громад Харківської області», увійшло до складу Дворічанської селищної громади.
19 липня 2020 року, в результаті адміністративно - територіальної реформи та ліквідації Дворічанського району, село увійшло до складу Куп'янського району Харківської області.
Село тимчасово окуповане російськими військами 24 лютого 2022 року.
22 червня 2023 року рішенням №230 Національної комісії зі стандартів державної мови віднесено до списку населених пунктів, які «можуть не відповідати лексичним нормам української мови», зокрема стосуватися «російської імперської чи колоніальної політики». Громаді рекомендовано обґрунтувати доцільність збереження поточної назви або запропонувати нову назву в установленому законодавством порядку.

## Економіка
- В 70-80-ті роки XX століття село Одрадне було ділянкою великого колгоспу «Комуніст» (центр колгоспу — село Колодязне). У ці роки поруч з Одрадним працював великий вівчарський комплекс.
- В селі є молочно-товарна ферма.
- Пункт перетину кордону Новопетрівка -Одрадне.

## Екологія
Село потерпає від зсувів, які, за останні 20 років, значно змінили зовнішній вигляд північно-східної околиці Одрадного.